# Botswana International 1999
Die Botswana International 1999 im Badminton fanden Anfang September 1999 statt. 

## Sieger und Platzierte
| Disziplin    | Gold                         | Silber                                | Bronze                               |
| ------------ | ---------------------------- | ------------------------------------- | ------------------------------------ |
| Herreneinzel | Anton Kriel                  | Stanley Pitiri Mwangulu               | Harold Themba Ndaba                  |
| Herreneinzel | Anton Kriel                  | Stanley Pitiri Mwangulu               | Mubanga Kaite                        |
| Herrendoppel | Anton Kriel Billy Kuyper     | Mubanga Kaite Stanley Pitiri Mwangulu | Emmanuel Kgaboetsile Moses Mocheke   |
| Herrendoppel | Anton Kriel Billy Kuyper     | Mubanga Kaite Stanley Pitiri Mwangulu | Mmoloki Motchala Harold Themba Ndaba |
| Mixed        | Anton Kriel Michelle Edwards | Jose John Niru Singhal                | Daniel Monei Joyce Malebogo Arone    |
| Mixed        | Anton Kriel Michelle Edwards | Jose John Niru Singhal                | Harold Themba Ndaba Dolly Ngatangue  |